# Teatro Primero de Mayo
El Teatro Municipal 1.º de Mayo es el teatro más importante de la ciudad de Santa Fe de la Vera Cruz, provincia de Santa Fe, Argentina. Depende de la Municipalidad de Santa Fe, se encuentra ubicado sobre la peatonal de la calle San Martín, pleno centro comercial de la ciudad, convirtiéndolo en el corazón de la vida cultura santafesina.

## Historia
El teatro surgió como iniciativa municipal para contar con un edificio adecuado a la tradición teatral de la ciudad. El edificio fue diseñado por el arquitecto Augusto Plou, su construcción se inició en 1903 y demoró dos años. El gusto arquitectónico de la época de su construcción se ve reflejado en el estilo Luis XV que despliega el edificio. Uno de los detalles más significativos lo representa un grupo escultórico del escultor Nicolás Gulli montado sobre la fachada, el cual tiene alegorías a la música y la danza. A su vez en el interior se destaca un lienzo anular pintado por Nazareno Orlandi. Entre 1971 y 1973 fue remodelado con un equipo electrónico de luminotécnico y se instaló un acondicionador de aire.

## El edificio
Alberga tres salas, siendo la más amplia la denominada Sala Mayor con capacidad para 800 personas; la sala Leopoldo Marechal cuenta con capacidad para 250 personas, y la tercera sala es utilizada para ensayos de ballet. Funciona también aquí el Museo del Teatro, el cual abre previo a las habituales funciones. El edificio fue remodelado en 2004, como preparativo para la conmemoración del centenario de la institución, celebrada el 25 de mayo de 2005. Dicha restauración fue premiada con el segundo premio en el Certamen Iberoamericano de Preservación del Patrimonio Cultural.